# Expedição de Cartagena

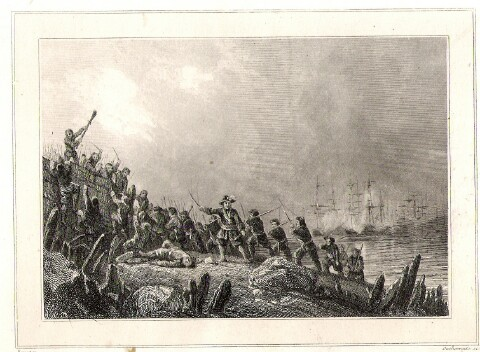
Tomada de Cartagena

A expedição de Cartagena de 2 de maio de 1697 foi o último grande combate entre o Reino da França e o Reino de Espanha antes do Tratado de Ryswick de 1697. Esta incursão foi um total sucesso para o chefe de esquadra Jean-Bernard de Pointis e seu patrocinador, o almirante Jean-Baptiste Du Casse, governador francês de Santo Domingo.

## Desenvolvimento

### Contexto
A Guerra dos Nove Anos caminhava para seu fim e seu resultado continuava indeciso. A marinha britânica, a Royal Navy, tinha tomado grande vantagem sobre a Marine Royale de Luis XIV, e o rei da França procurava um sucesso naval, com o fim de poder assinar o Tratado de Ryswick, com os espanhóis numa posição forte.
Por sua vez, esse tratado permitiria a Espanha pôr fim à incerteza sobre seu Império Espanhol. A Expedição de Cartagena é igualmente para Luis XIV um meio de obter um território que cobiçava: a parte ocidental de Santo Domingo, que lhe permitiria criar em 1698 a Companhia de Santo Domingo, e a Companhia de Guiné, confiada a seu ministro Antoine Crozat.

### A expedição
O Rei uniu-se à expedição proporcionando sete barcos e três fragatas. A esquadra partiu de Brest em 7 de janeiro de 1697 e chegou a 3 março a Santo Domingo. Jean-Bernard de Pointis convenceu ao almirante Jean-Baptiste Du Casse para que se unisse a eles, apesar de seus temores e a dificuldade de juntar os filibusteros. Ducasse esperava tomar Portobelo para cruzar o istmo de Panamá, mas muitos dos filibusteros consideravam que Cartagena de Índias estava demasiado longe.
Joseph d'Honon de Gallifet, quem sucedeu a Du Casse em 1700, foi um dos personagens da expedição de Cartagena chefiando «110 voluntários coloniais», assistidos por «180 negros livres» sob comando de Jean-Joseph de Paty.
A princípios de março, a frota zarpou do porto de Petit-Goave em Saint-Domingue e chegaram a Cartagena ao final do mês, com 1200 homens vindos de Brest acompanhados de em torno de 650 filibusteros e bucaneros.
Apresentaram-se em frente à cidade em 13 de abril de 1697. Os franceses desembarcaram dois dias depois em Tierra Bomba. Assaltaram o Castillo de San Luis de Bocachica, defendido heroicamente por Dom Sancho Jimeno com apenas 139 soldados e escravos, que se rendeu em 16 de abril, fechando a entrada da baía. Em 20 de abril, os franceses atacaram a cidade, que se rendeu rapidamente e pagou um resgate de 9 milhões de libras, o que não impediu a pilhagem.
Em 6 de maio de 1697, os franceses entraram na cidade e saquearam-na até  24 de maio, com um botim estimado entre 10 e 20 milhões de libras. Foi em princípio repartido em partes iguais, mas uma parte dos 650 filibusteros e bucaneros consideraram a partilha desigual e começaram a saquear a cidade por segunda vez.
Perto de 2 milhões deveriam voltar aos filibusteros segundo o pacto com eles de 22 de março de 1697, a bordo do navio insígnia, depois renovado na igreja de Petit-Goave, no oeste de Santo Domingo. Não se deu, por tanto, mais que um saldo de forças militares, decisão que pode explicar pela presença de 1200 militares vindos da França, maioritários na expedição.
Os filibustieros surpreenderam-se de que Jean-Bernard de Pointis abandonasse a terra firme espanhola ainda que tinha prometido que Du Casse converter-se-ia em governador. O regresso a França fez-se com a febre amarela, que dizimou pouco a pouco os barcos, de igual forma que destruiu uma boa parte dos escoceses do Projecto Darién no mesmo ano, uma centena de quilômetros mais ao sul.
As doenças tropicais fizeram facilmente estragos num corpo expedicionário de grandes dimensões vindo diretamente de Europa. O número de soldados aumentou as possibilidades do vírus de nutrir de um organismo mais vulnerável que outros e daí se propagar a toda a tropa, fenômeno que verificar-se-ia um século mais tarde na expedição de Santo Domingo, ainda que tinha sido preparada por oficiais que conheciam as colônias.
Vários dos filibusteros franceses não voltaram a Santo Domingo e preferiram pôr rumo à Reunião da ilha de ouro, e seus arredores, onde o Projecto Darién acabava de fracassar. Três naves de filibusteros encallaron em terra firme, para perto de Cartagena, e foram tomadas pelos espanhóis, e outras quatro foram capturadas pelos ingleses e devolvidas a Jamaica.
O mesmo Du Casse informou das boas relações entre os índios de Darién e os filibusteros franceses, pois tinha proposto ao Rei da França instalar uma colônia neste lugar, mas o ministro da Marinha o convenceu do contrário, já que temia que a tão jovem Luisiana pudesse custar a fúria espanhola.
O Duque de Saint-Simon descreveu a expedição com precisão e ênfase em suas memórias, como: 
uma ópera criada para Luis XIV, produzida por Pontchartrain; livreto, música e posta em cena pelo barão de Pointis;  executada pela tropa e orquestada pela marinha real, com a participação do coro dos filibusteros, coreografia de Ducasse 